# 鲁斯兰·巴利别克
鲁斯兰·伊斯梅洛维奇·巴利别克（羅馬化：Ruslan Ismailovich Bal'bek；1977年8月28日—）是俄罗斯和前乌克兰政治人物，第七届国家杜马议员。他因支持俄罗斯联邦吞并克里米亚而受到克里米亚鞑靼人民族议会严厉批评。
巴利别克于2016年因俄乌战争而受到英国政府制裁。